# Meroveo

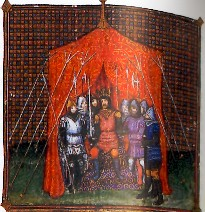
Miniatura di Meroveo sotto la tenda, tratta dalle « Grandes chroniques de France », del XIV secolo.

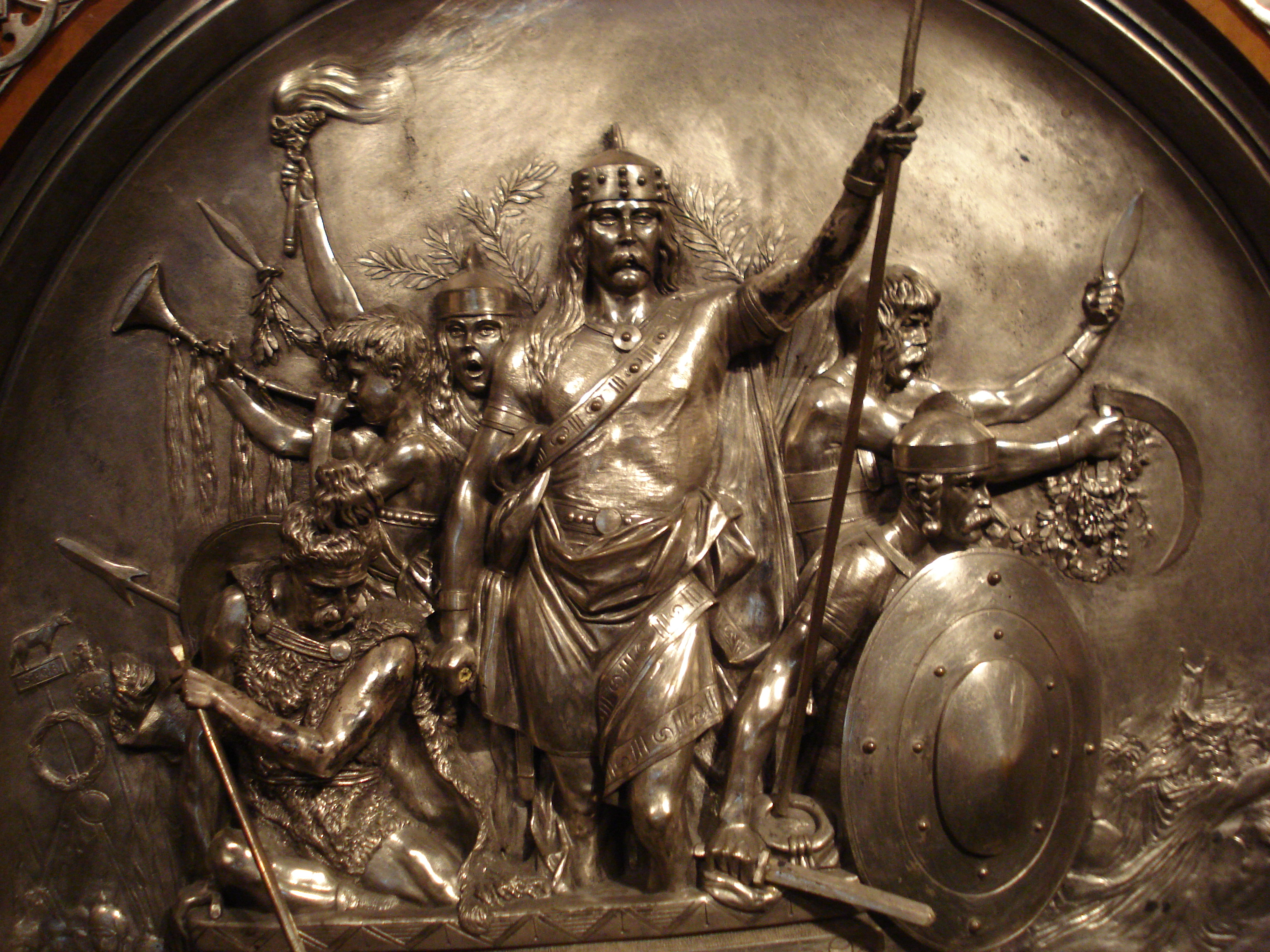
Placca in bronzo argentato raffigurante Meroveo vittorioso nella battaglia dei Campi Catalaunici (Emmanuel Fremiet, 1867).

Meroveo (latino: Meroveus o Merovius; francese: Mérovée; 415 circa – 457 circa) è stato re dei Franchi dal 448 al 457 circa. I suoi successori presero il nome di Merovingi. Ciò fa di lui anche un antenato degli attuali pretendenti al trono francese (esclusi i Bonaparte).

## Origini

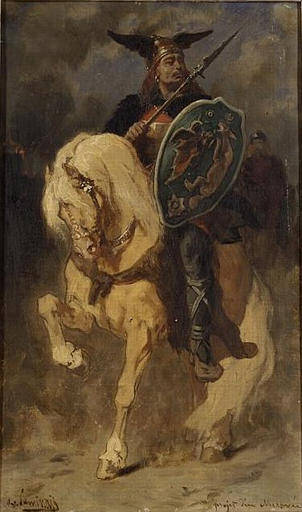
Meroveo in uno schizzo di Évariste-Vital Luminais.

Era figlio del re dei Franchi Sali della dinastia merovingia Clodione e di una delle sue mogli.
Era nipote del primo re dei Franchi Sali della dinastia merovingia Faramondo e di una delle sue mogli.

## Biografia
Non esistono molte informazioni su di lui. Non è noto se Meroveo, da cui la dinastia prese il nome, rappresentasse una figura puramente mitica o se la sua esistenza fosse concreta. Ammessa la sua esistenza, la sua ascendenza precisa non è nota. Gregorio di Tours scrisse che "alcuni dicono che Meroveo, il padre di Childerico, discendeva da Clodione", ma questo è l'unico riferimento che fa a Meroveo nel suo lavoro.
Un anonimo monaco dell'Abbazia di Saint-Denis, dell'VIII secolo, nel suo Liber Historiae Francorum, commentando che Meroveo diede il suo nome alla dinastia merovingia lo cita come successore e discendente ("Merovechus de Genere eius") di Clodione. È possibile che Meroveo sia succeduto a Clodione come capo dei Franchi nella Gallia romana. Comunque Gregorio di Tours lo citò ma non è chiaro se fu figlio di Clodione o se prese il potere alla sua morte.
Lo storico romano contemporaneo, Prisco, scrive di avere visto di persona a Roma “un giovane ancora senza barba sulle guance e con i capelli biondi così lunghi che cadevano sulle spalle. Flavio Ezio ne aveva fatto il suo figlio adottivo”. Prisco riferisce che la scusa che Attila addusse per muovere guerra contro i Franchi fu la morte del loro re e la disputa fra i suoi figli per la successione, con il più anziano appoggiato da Attila ed il minore appoggiato da Roma. Siccome Clodione morì poco prima dell’invasione unna della Gallia, questo suggerisce che Meroveo era effettivamente figlio di Clodione.
Una tarda leggenda narra come fosse figlio del re e di un mostro marino, il quinotauro, quindi di generazione semi-divina. Il cronista, Fredegario, infatti pittorescamente afferma nella Cronaca di Fredegario che Meroveo è stato concepito quando la moglie di Clodione (Basina) mentre era seduta in riva al mare fu posseduta dal mostro definito, precisamente "bestea Neptuni Quinotauri similis", il Quinotauro, che era uscito dal mare. Questa leggenda giustifica il nome Meroveo (figlio del mare).
È più probabile, secondo altri studiosi, che non fosse figlio di Clodione, ma solo suo parente: secondo la tradizione germanica, il re successore poteva anche non essere figlio del precedente, né tanto meno esisteva la concezione della primogenitura: l'unica regola è che appartenesse alla tribù regale. Che Meroveo fosse o non fosse figlio di Clodione, quindi, non ha molta importanza.
Supponendo che Meroveo abbia avuto una sorta di ruolo di leadership su alcune o tutte le tribù dei Franchi in Gallia, sembra inopportuno attribuirgli il titolo di "re". In primo luogo è probabile che la sua leadership sia stata localizzata, inoltre, la dominazione romana continuò fino al rovesciamento, nel 476, dell'ultimo sovrano dell'impero romano d'Occidente, Romolo Augusto, e nessuna prova documentale finora trovata suggerisce che ci fosse un sottolivello di amministrazione dei Franchi sotto l'imperatore romano, nonostante l'autorità imperiale fosse in declino.
Come alleato dei Romani Meroveo ha combattuto nella battaglia dei Campi Catalaunici del 451, sotto il comando di Ezio contro gli Unni di Attila.
Con il suo governo i Franchi Sali si installarono nella Francia settentrionale.
Alla sua morte gli succedette Childerico I, il figlio, come attestato da Gregorio di Tours.

## Discendenza
(Storicamente non completamente accertata)
Meroveo, secondo una fonte, dalla moglie ebbe un figlio:
- Childerico I (ca. 436 - ca. 481), che durante tutto il medioevo fu ritenuto il quarto re dei Franchi

Meroveo, secondo un'altra fonte, da un'altra moglie ebbe un altro figlio:
- una femmina

## Ascendenza
|           |   |   | Genitori |  |  | Nonni |  |  | Bisnonni  |  |  | Trisnonni |  |
|           |   |   |          |  |  |       |  |  | Marcomero |  |  | Clodio    |  |
|           |   |   |          |  |  |       |  |  | Marcomero |  |  | Clodio    |  |
|           |   | … |          |  |  |       |  |  | Marcomero |  |  |           |  |
| Faramondo |   |   |          |  |  |       |  |  | Marcomero |  |  |           |  |
|           |   | … | …        |  |  |       |  |  |           |  |  |           |  |
|           |   | … | …        |  |  |       |  |  |           |  |  |           |  |
|           |   | … | …        |  |  |       |  |  |           |  |  |           |  |
| Clodione  |   | … |          |  |  |       |  |  |           |  |  |           |  |
|           |   | … | …        |  |  |       |  |  |           |  |  |           |  |
|           |   | … | …        |  |  |       |  |  |           |  |  |           |  |
|           |   | … | …        |  |  |       |  |  |           |  |  |           |  |
| …         |   | … |          |  |  |       |  |  |           |  |  |           |  |
|           |   | … | …        |  |  |       |  |  |           |  |  |           |  |
|           |   | … | …        |  |  |       |  |  |           |  |  |           |  |
|           |   | … | …        |  |  |       |  |  |           |  |  |           |  |
| Meroveo   |   | … |          |  |  |       |  |  |           |  |  |           |  |
|           | … | … |          |  |  |       |  |  |           |  |  |           |  |
|           | … | … |          |  |  |       |  |  |           |  |  |           |  |
|           | … | … |          |  |  |       |  |  |           |  |  |           |  |
| …         | … |   |          |  |  |       |  |  |           |  |  |           |  |
|           |   | … | …        |  |  |       |  |  |           |  |  |           |  |
|           |   | … | …        |  |  |       |  |  |           |  |  |           |  |
|           |   | … | …        |  |  |       |  |  |           |  |  |           |  |
| …         |   | … |          |  |  |       |  |  |           |  |  |           |  |
|           |   | … | …        |  |  |       |  |  |           |  |  |           |  |
|           |   | … | …        |  |  |       |  |  |           |  |  |           |  |
|           |   | … | …        |  |  |       |  |  |           |  |  |           |  |
| …         |   | … |          |  |  |       |  |  |           |  |  |           |  |
|           |   | … | …        |  |  |       |  |  |           |  |  |           |  |
|           |   | … | …        |  |  |       |  |  |           |  |  |           |  |
|           |   | … | …        |  |  |       |  |  |           |  |  |           |  |
|           |   | … |          |  |  |       |  |  |           |  |  |           |  |